# Gbendembu
Gbendembu – miasto w Sierra Leone, w prowincji Północna, w dystrykcie Bombali.